# Opglabbeek
Opglabbeek är en tidigare kommun i Belgien.   Den ligger i provinsen Limburg och regionen Flandern, i den östra delen av landet, 90 km öster om huvudstaden Bryssel. Antalet invånare är 10 124.
I omgivningarna runt Opglabbeek växer i huvudsak blandskog. Runt Opglabbeek är det tätbefolkat, med 427 invånare per kvadratkilometer.